# Crown Mountain, Vancouver Island
Crown Mountain är ett berg i Kanada.   Det ligger i provinsen British Columbia, i den sydvästra delen av landet, 3 700 km väster om huvudstaden Ottawa. Toppen på Crown Mountain är 1 846 meter över havet.
Terrängen runt Crown Mountain är varierad.Trakten runt Crown Mountain är nära nog obefolkad, med mindre än två invånare per kvadratkilometer.. Det finns inga samhällen i närheten. 
I omgivningarna runt Crown Mountain växer i huvudsak barrskog.